# Cantón de Saint-Geoire-en-Valdaine
El cantón de Saint-Geoire-en-Valdaine era una división administrativa francesa, que estaba situada en el departamento de Isère y la región de Ródano-Alpes.

## Composición
El cantón estaba formado por once comunas:
- La Bâtie-Divisin
- Charancieu
- Massieu
- Merlas
- Montferrat
- Paladru
- Saint-Bueil
- Saint-Geoire-en-Valdaine
- Saint-Sulpice-des-Rivoires
- Velanne
- Voissant

## Supresión del cantón de Saint-Geoire-en-Valdaine
En aplicación del Decreto n.º 2014-180 de 18 de febrero de 2014, el cantón de Saint-Geoire-en-Valdaine fue suprimido el 22 de marzo de 2015 y sus 11 comunas pasaron a formar parte; siete del nuevo cantón de Chartreuse-Guiers y cuatro del nuevo cantón de Le Grand-Lemps.